# Mickey's Racing Adventure
Mickey's Racing Adventure es un videojuego de carrera de Disney, fue lanzado para Game Boy Color, en noviembre de 1999 en Estados Unidos y Europa, y fue desarrollado por Rareware, y publicado por Nintendo y Disney Interactive Studios.
- Datos: Q3311829